# بودهار
بودهار (به لاتین: Budhar) یک روستا در بنگلادش است که در استان باریسال و در ناحیه باریسال واقع شده‌است.